# António Tomás Amaral da Costa

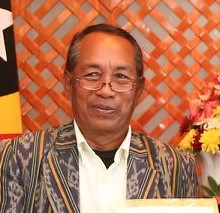
António Tomás Amaral da Costa (2019)

António Tomás Amaral da Costa, Kampfname Aitahan Matak, ist ein ehemaliger osttimoresischer Freiheitskämpfer. Er ist als Koordinator Chef des CPD-RDTL (Stand: 2016), einer Organisationen der Veteranen des Befreiungskampfes gegen Indonesien (1975–1999).

## Werdegang
1977 wurde Costa als Sozialdemokrat in der FRETILIN von Anhängern des marxistisch-leninistischen Flügels gefangen gesetzt und eine Woche in einen Schweinestall gesperrt. 1979 geriet er mit etwa 500 anderen FRETILIN-Anhängern in Gefangenschaft des indonesischen Bataillons 202. Costa wurde mit Elektroschocks gefoltert, viele andere Gefangene wurden ermordet. 1981 wurde Costa erneut festgenommen und mit Elektroschocks gefoltert. 1983 hängte man ihn im Hauptquartier der Militärpolizei (Korem) in Balide an den Beinen auf, bis sie brachen. Mit der Folter wurden Geständnisse und Beschuldigungen anderer Gefangener herausgepresst.
Im August 1983 wurde Costa nach dem Kraras-Zwischenfall in Dili verhaftet. Man hatte herausgefunden, dass er Gelder für den Widerstand aufbewahrte. Zusammen mit 68 weiteren osttimoresische Freiheitskämpfern wurde er ohne Gerichtsverhandlung in das Gefängnis im westtimoresischen Penfui überführt. Als Tagesration erhielt jeder von ihnen nur einen Löffel voll Reis. Nur 14 Osttimoresen waren noch am Leben, als im August 1984 das internationale Komitee des Roten Kreuzes die Bedingungen der Gefangenen überprüfte. Die Überlebenden hatten sich von Papayablättern ernährt. Daher rührt auch Costas Kampfname her, der im Deutschen „Grüne (rohe) Blätter“ bedeutet. Noch im selben Jahr wurde Costa wieder zurück in das Gefängnis Becora in Dili verlegt und zu drei Jahren Gefängnis verurteilt. 1992 wurde er für drei Monate in eine dunkle Zelle eingesperrt und gefoltert. 1993 zwang man ihn zu einem Blutschwur, bei dem er mit Jugendlichen aus allen 13 Distrikten Osttimors Blut trinken musste. 1994, 1997 und 1999 wurde Costa erneut festgenommen und gefoltert.
1990 wurde in Dili das Comité Executivo da CNRM na Frente Clandestina gegründet, das in Osttimor für die Dachorganisation CNRM die Arbeit der verschiedenen Widerstandsgruppen organisierte. Costa wurde Vizesekretär dieses Exekutivkomitees.
1999 endete die indonesische Besetzung und 2002 wurde Osttimor ein unabhängiger Staat. Costa wurde zum Chef der Veteranenorganisation CPD-RDTL, die den Staat in vielen Punkten ablehnten und die Rückkehr zur Verfassung von 1975 forderten. Am 15. Juni 2007 wurde Costa vom Distriktgericht Dili wegen Diffamierung zu acht Monaten Hausarrest und einer Bewährung von einem Jahr verurteilt. Er hatte behauptet, 2004 hätten Polizisten in Bobonaro zwei CPD-RDTL-Anhänger erschossen. 2012 besetzte Costa mit seinen Anhängern Land im Suco Clacuc, das er zur Gründung einer Kommune nutzen wollte. 2014 wurde der CPD-RDTL vom Nationalparlament Osttimors zur Bedrohung der verfassungsmäßigen Ordnung erklärt. Costa stellte sich selbst den Behörden und kam eine Zeit lang unter Hausarrest.
2018 ist Costa Vizepräsident der Fundação de Desenvolvimento de Formação e Capacitação (DEFORCA).
2020 trat Costa als Vizevorsitzender der Resistensia Nasional Defende Justisa e Konstituisaun RDTL (RNDJK) auf.